# Campanula piperi
Campanula piperi là loài thực vật có hoa trong họ Hoa chuông. Loài này được Howell mô tả khoa học đầu tiên năm 1901.